# Farář wakefieldský
Farář wakefieldský (1766, The Vicar of Wakefield) je román anglického preromantického spisovatele Olivera Goldsmitha. Román, stojící na počátku tradice novověkého rodinného románu, je považován za autorovo mistrovské dílo. Jeho hlavním hrdinou je prostý skromný kněz obdařený ušlechtilými vlastnostmi, který je s rodinou pronásledován nezaviněnými neštěstími. Zpočátku idylický obraz života na anglickém venkově se tak postupně mění v kritický pohled na tehdejší krutou, sobeckou společnost, lhostejnou k člověku a jeho utrpení. Ačkoliv byl román zpočátku považován za mravoličnou idylu, literární teorie ho docenila jako obraz zkorumpovanosti měšťácké společnosti a důkaz naivity víry, že mravnost jedince může přemoci společenské zlo.
Vydání románu zajistil Samuel Johnson, když od Goldsmitha rukopis románu zakoupil a tím jej zachránil před zatčením pro dluhy.

## Obsah románu
Protože vypravěčem a hlavní postavou románu je venkovský farář Karel Primrose, nese kniha podtitul Vyprávění. Sepsáno pravděpodobně jím samým (A Tale, Supposed to be written by Himself). Primose žije ve své farnosti ve Wakefieldu se svou manželkou Deborou, synem Jiřím, kterému poskytl vzdělání v Oxfordu, s dcerami Olivií a Žofií a s třemi dalšími dětmi, v podstatě idylický rodinný život, který Goldsmith považuje za jádro lidského společenství.
Primose má mírnou povahu, je milujícím manželem a otcem a přes některé své chyby (někdy je tvrdohlavý nebo ješitný a špatně odhaduje domnělé přátele) je trpělivý, dobromyslný a odpouštějící. Rovněž je bohatý díky investování dědictví, které dostal od zesnulého příbuzného, takže může výdělek ze svého úřadu věnovat místním sirotkům a válečným veteránům.
Proradnost londýnského obchodníka, kterému Primose svěřil starost o svůj majetek, způsobí první zvrat v jeho životě. Ke ztrátě majetku dojde právě při zásnubách Jiřího s bohatou dědičkou, slečnou Arabellou Wilmotovou. Její otec svatbu zruší, Jiří odchází do světa a zbytek rodiny se musí přestěhovat do daleko skromnější farnosti na panství mladého prostopášníka pana Thornhilla.

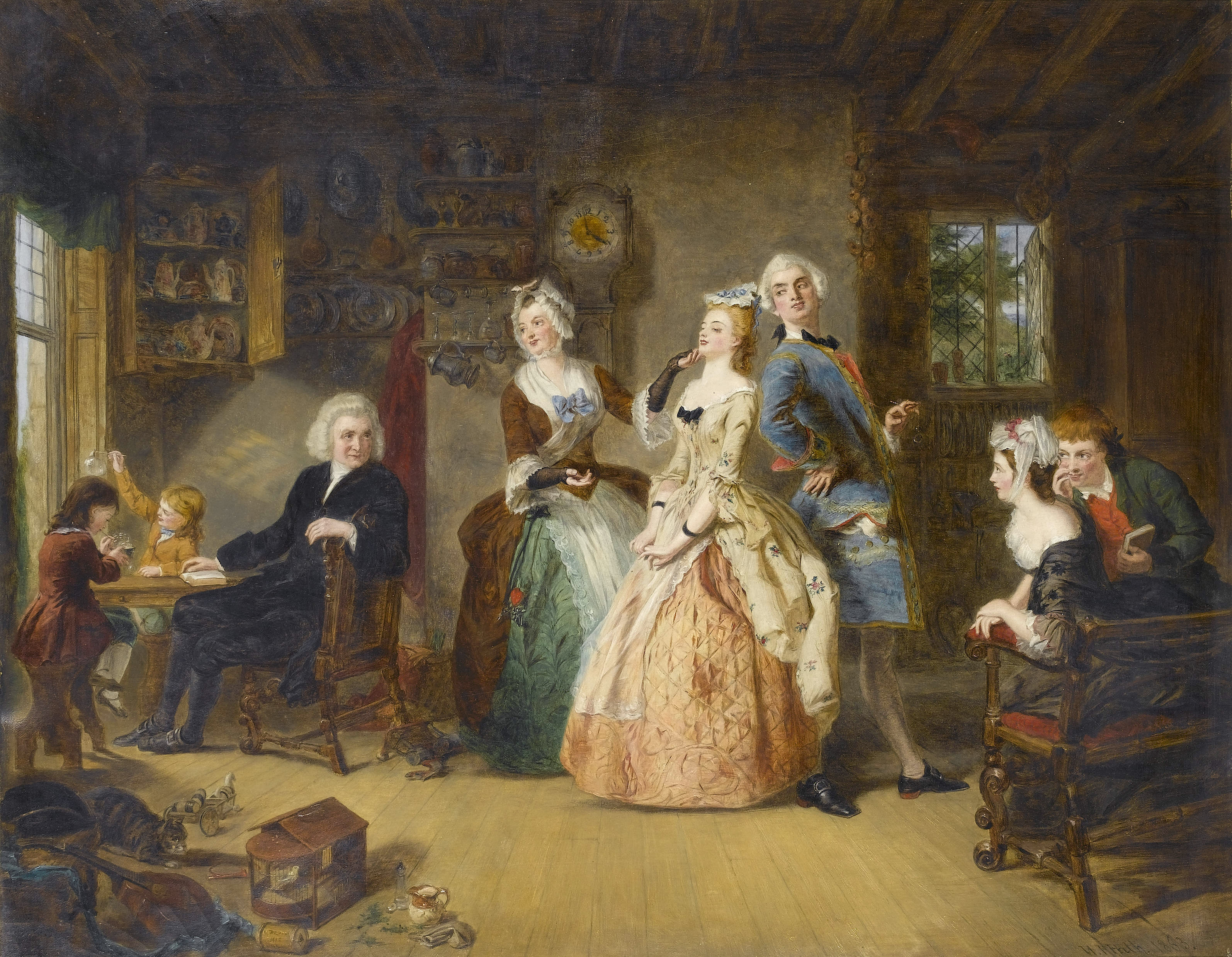
Olivie a pan Thornhill,obraz Williama Powella Fritha z roku 1863

Farnost je spojena se zemědělským hospodářstvím a farářova rodina se stává součástí venkovského společenství. Pohodu venkovského života však neustále narušuje jednak marnivost ženské části rodiny, která vede ke špatně končícím pokusům žít nad poměry, jednak návštěvy pana Thornhilla. Ten se dvoří nejstarší dceři Olívii a rodina přes výstrahy chudého přítele, vzdělaného tuláka pana Burchella, podlehne dojmu, že se s ní chce oženit.
Idyla končí v okamžiku, kdy Olivie s panem Thornhillem uprchne. Jde o zlomový bod ve vyprávění. Od tohoto okamžiku se mění idylický a humorný popis venkovského života osmnáctého století v patetické melodrama s didaktickými rysy. Primose svou dceru nalezne zneuctěnou a zničenou falešným sňatkem s Thornhillem, který ji krátce poté opustil, jak to už udělal s několika ženami dříve.

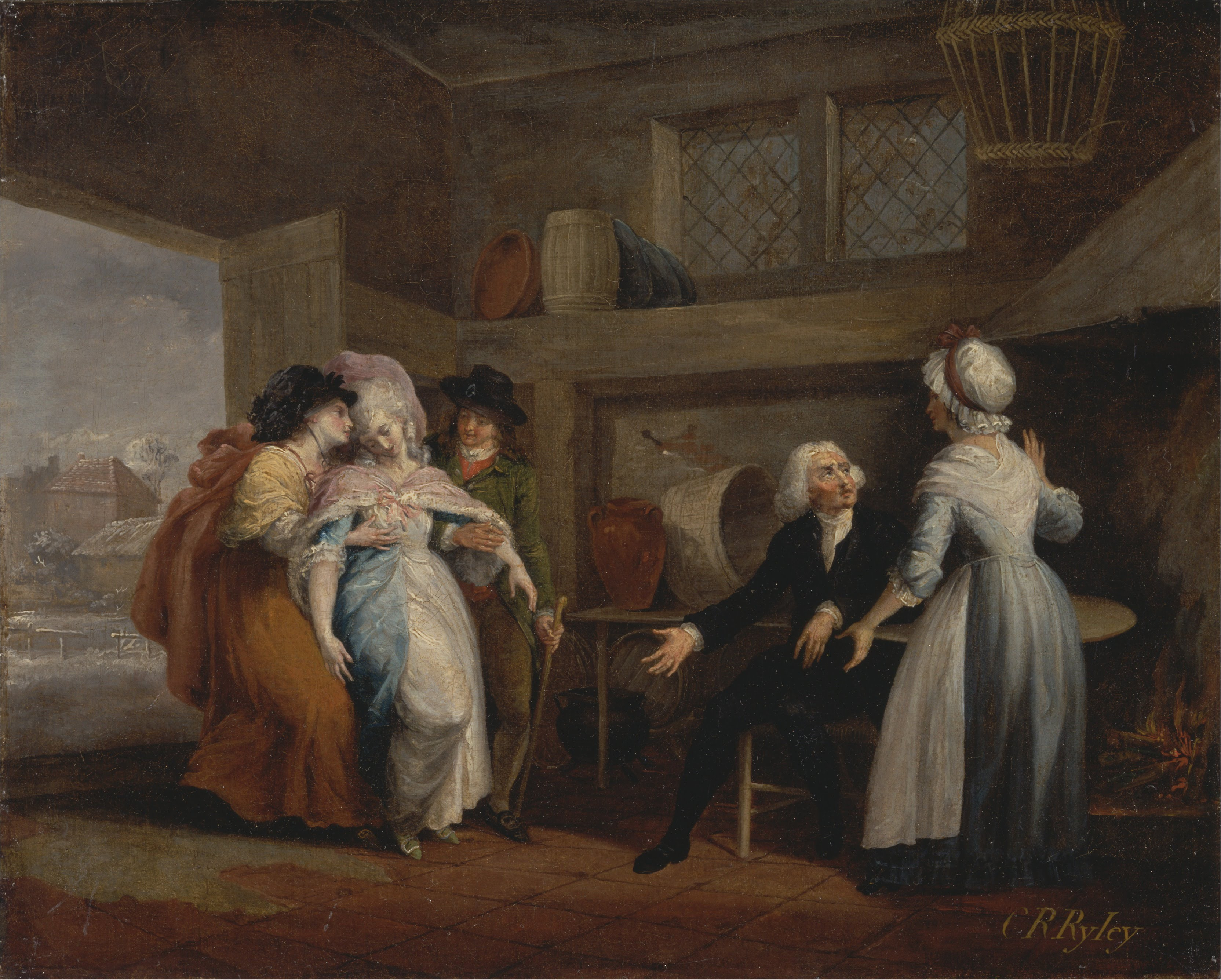
Návrat Olivie, obraz Charlese Reubena Ryleyho z roku 1786

Po návratu Primose a Olivie domů jejich chalupa vyhoří. Ačkoliv rodina přišla téměř o celý svůj majetek, pan Thornhill trvá na zaplacení nájemného. Protože Primose nemůže zaplatit, je uvězněn. Příval katastrof pokračuje. Přichází zpráva o smrti Olivie a o únosu Žofie. Jiří, který mezitím začal slibnou důstojnickou dráhu, je uvězněn pro souboj s Thornhillem, který plánuje oženit se s Arabellou Wilmotovou.
Vše nakonec vyřeší pan Burchell, když se ukáže, že ve skutečnosti jde o přestrojeného sira Viléna Thornhilla, strýce pana Thornhilla. Zachrání Žofii, jejíž únos zorganizoval jeho synovec, zjistí se, že Olivie není mrtvá, sir Vilém se ožení se Žofií a Jiří s Arabellou. Kromě toho se pan Thornhill ke svému zděšení dozví, že jeho manželství s Olivií je platné, protože ho jeho sluha podvedl. Nakonec je nalezen i ztracený Primoseho majetek, protože podvodník, který jej okradl, byl zatčen v Antverpách i s ukradenými penězi.

## Filmové a televizní adptace

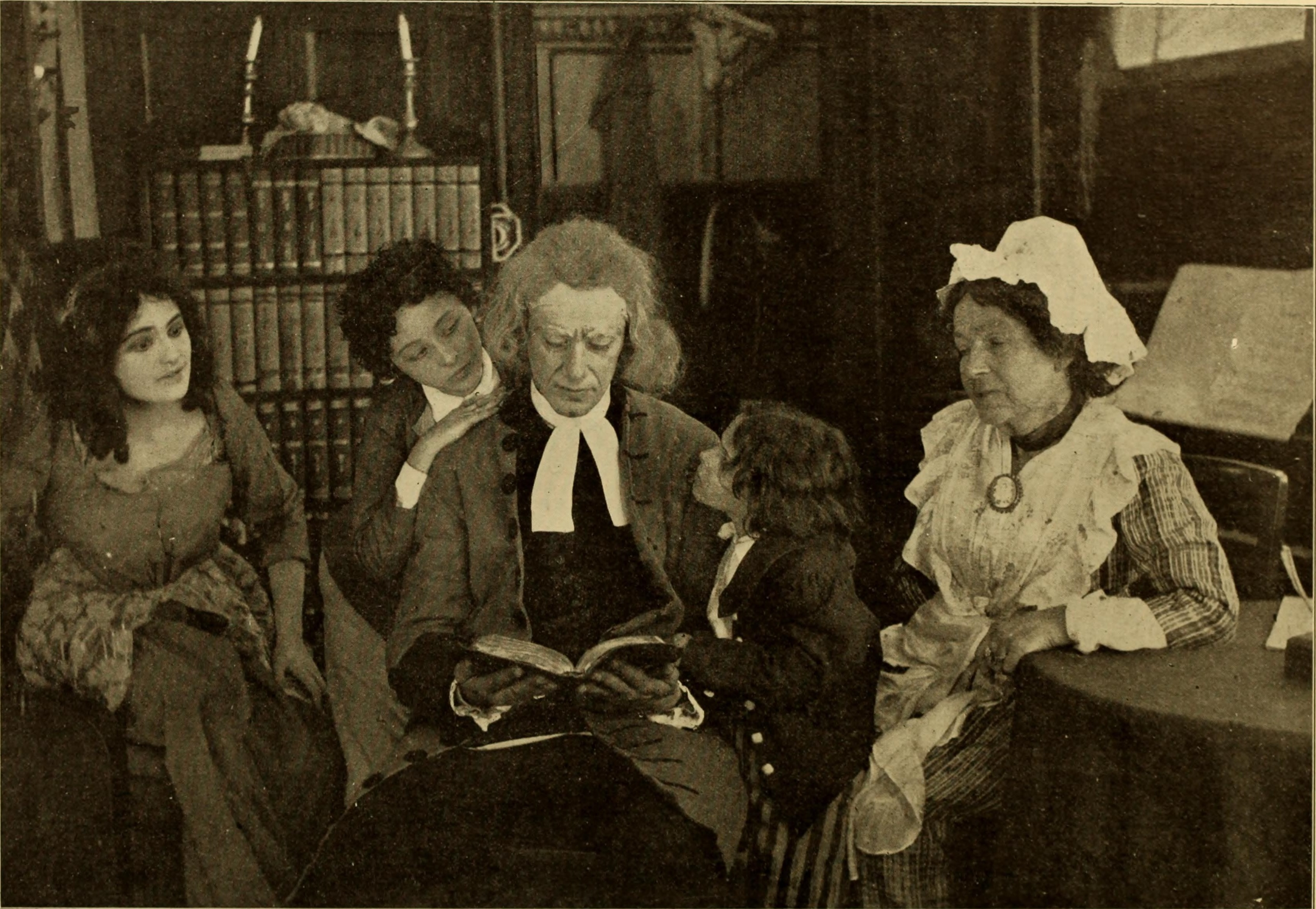
The Vicar of Wakefield, americký němý film z roku 1910

- The Vicar of Wakefield (1910, Farář wakefieldský), americký němý film, režie Theodore Marston.
- The Vicar of Wakefield (1912, Farář wakefieldský), britský němý film, režie Frank Powell.
- The Vicar of Wakefield (1913, Farář wakefieldský), britský němý film, režie Frank Wilson.
- The Vicar of Wakefield (1916, Farář wakefieldský), britský němý film, režie Fred Paul.
- The Vicar of Wakefield (1917, Farář wakefieldský), americký němý film, režie Ernest C. Warde.
- Il vicario di Wakefield (1957, Farář wakefieldský), italský televizní seriál, režie Guglielmo Morandi.

## Česká vydání
- Kazatel Wakefieldský, Martin Neureutter, Praha 1842, přeložil Václav Filípek.
- Vikář Wakefieldský, I. L. Kober, Praha 1884, přeložil Jakub Malý.
- Vikář wakefieldský, Jan Otto, Praha 1904, přeložil Josef Julius David.
- Farář wakefieldský, SNKLHU, Praha 1954, přeložili Miroslav Jindra a Alena Jindrová-Špilarová.